# Dianthus charadzeae
Dianthus charadzeae är en nejlikväxtart som beskrevs av R.I. Gagnidze och Gviniashvili. Dianthus charadzeae ingår i släktet nejlikor, och familjen nejlikväxter. Inga underarter finns listade i Catalogue of Life.